# Bergfingerört
Bergfingerört (Potentilla caulescens) är en rosväxtart. Bergfingerört ingår i Fingerörtssläktet som ingår i familjen rosväxter.

## Underarter
Arten delas in i följande underarter:
- P. c. achhalii
- P. c. caulescens
- P. c. djurdjurae
- P. c. mesatlantica
- P. c. nebrodensis

## Bildgalleri

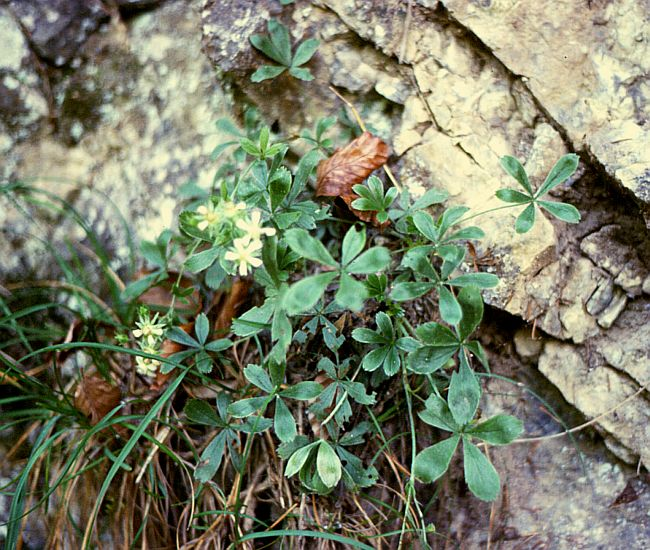
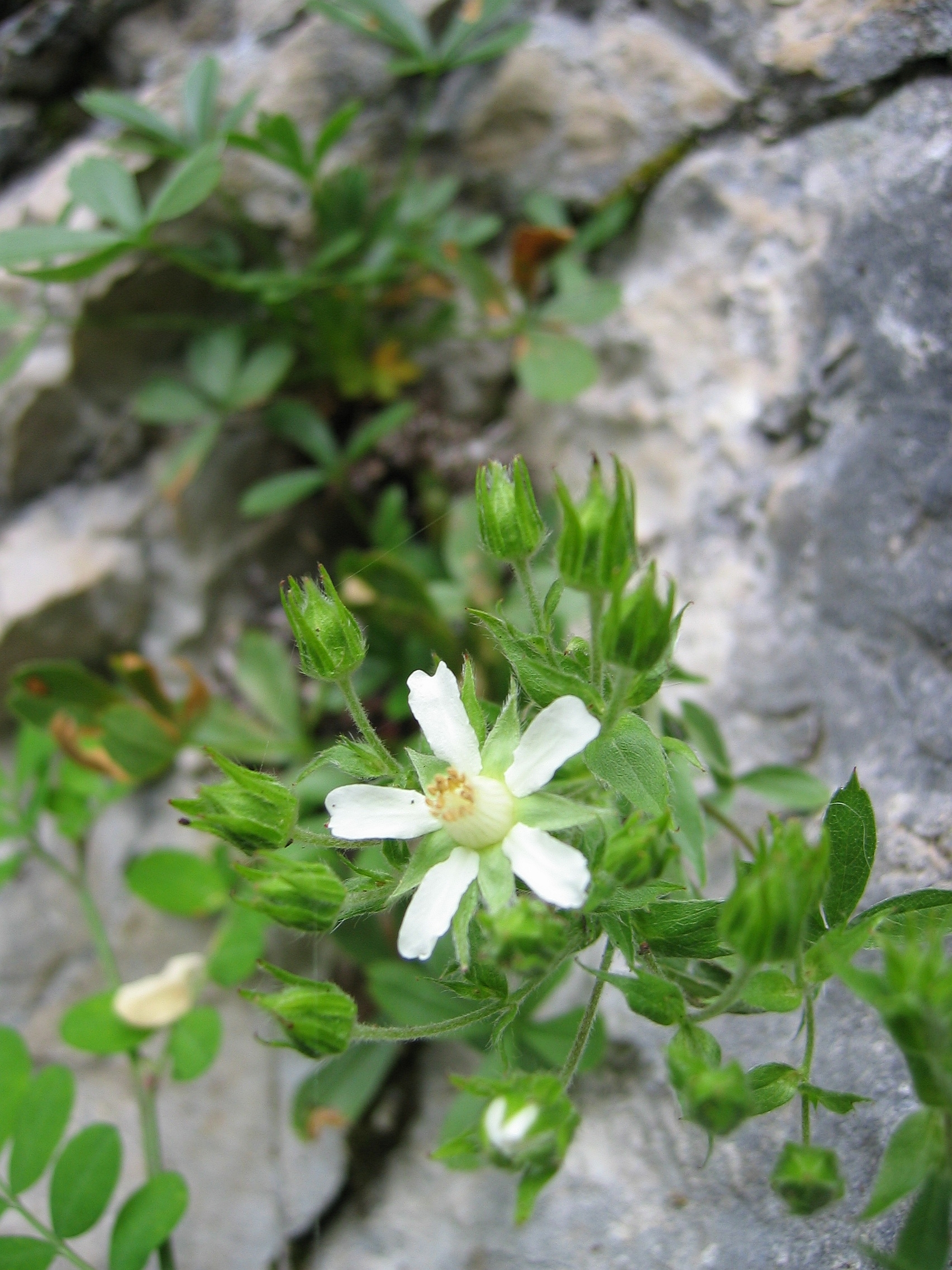
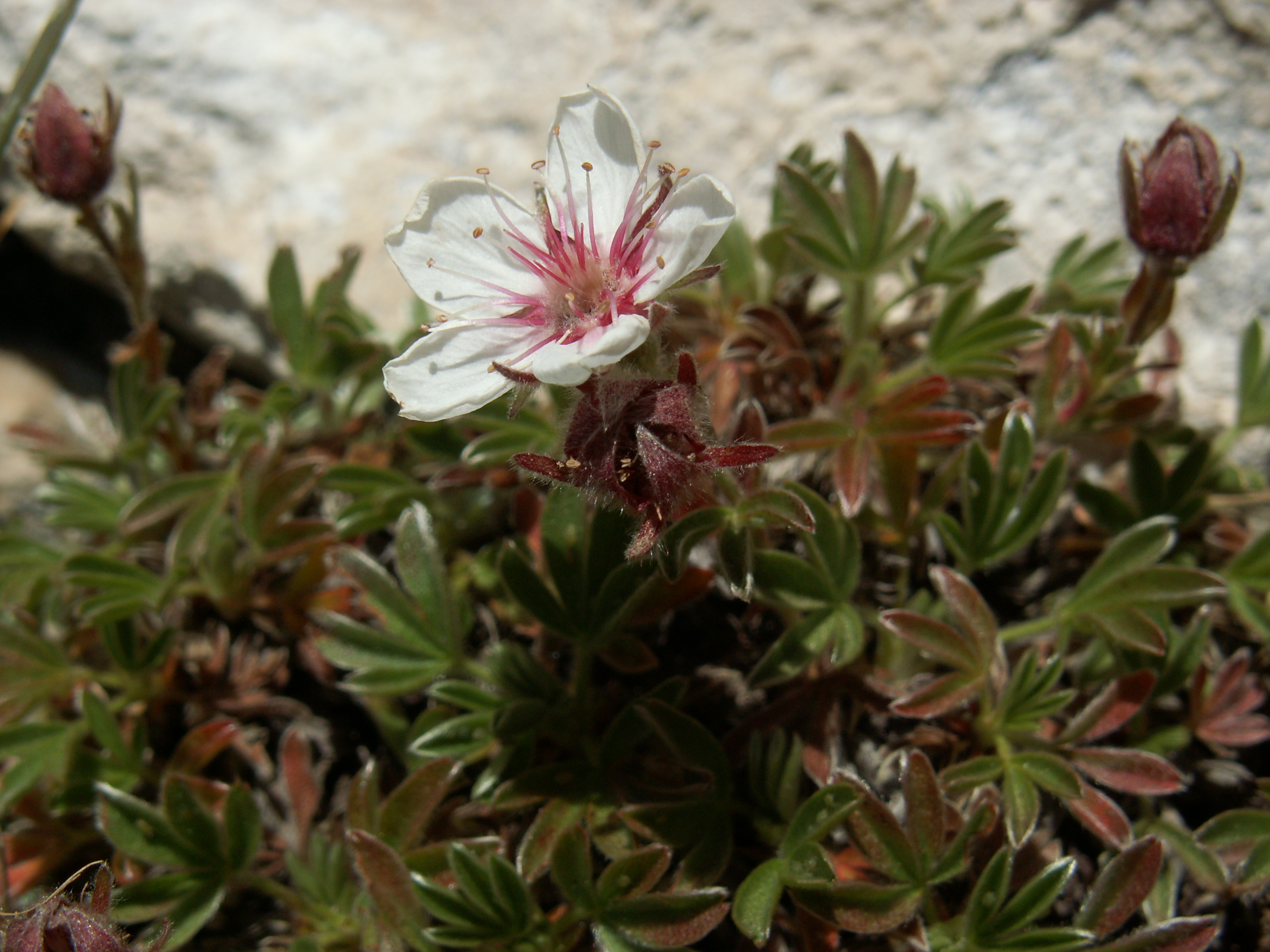
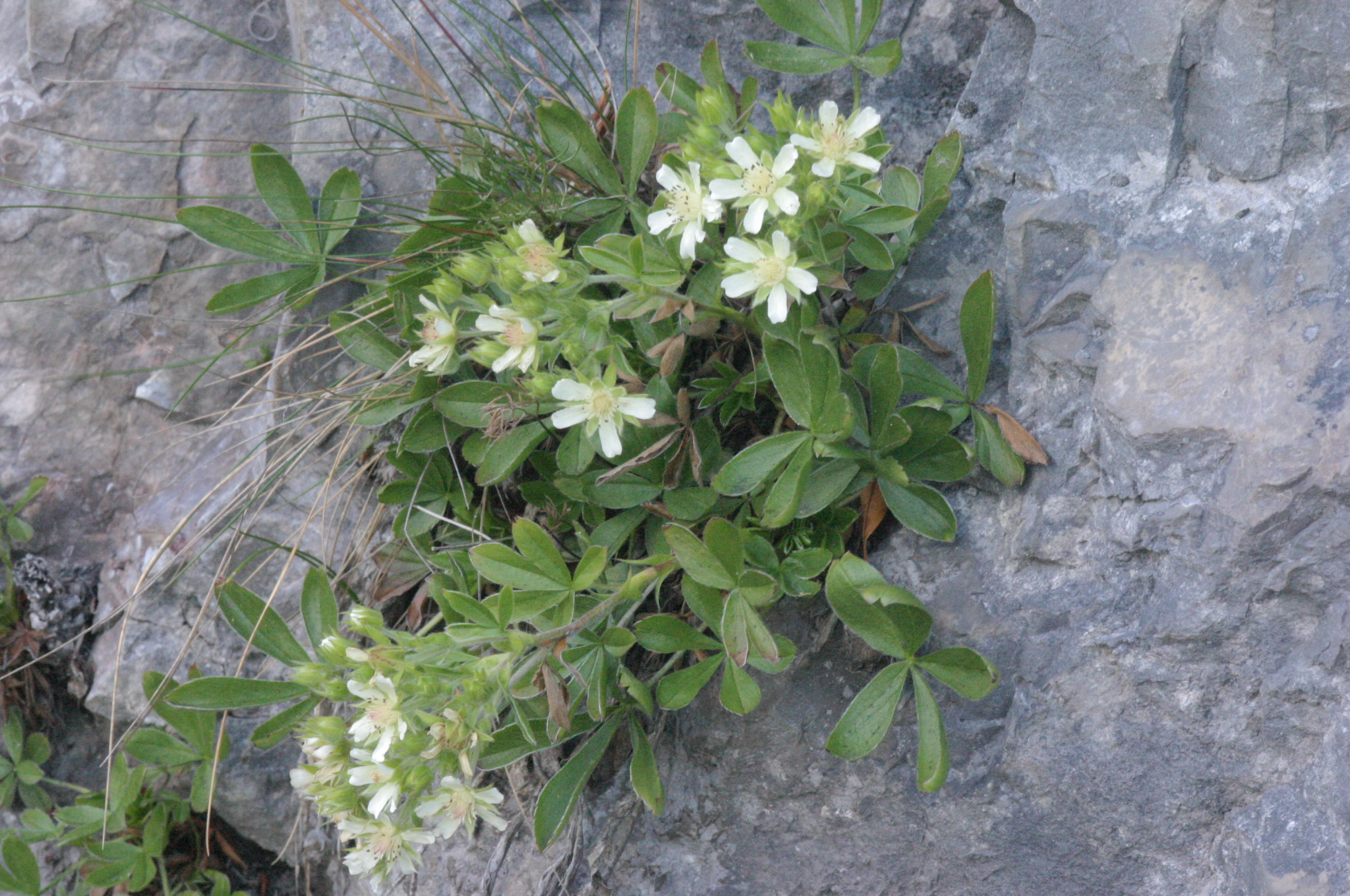
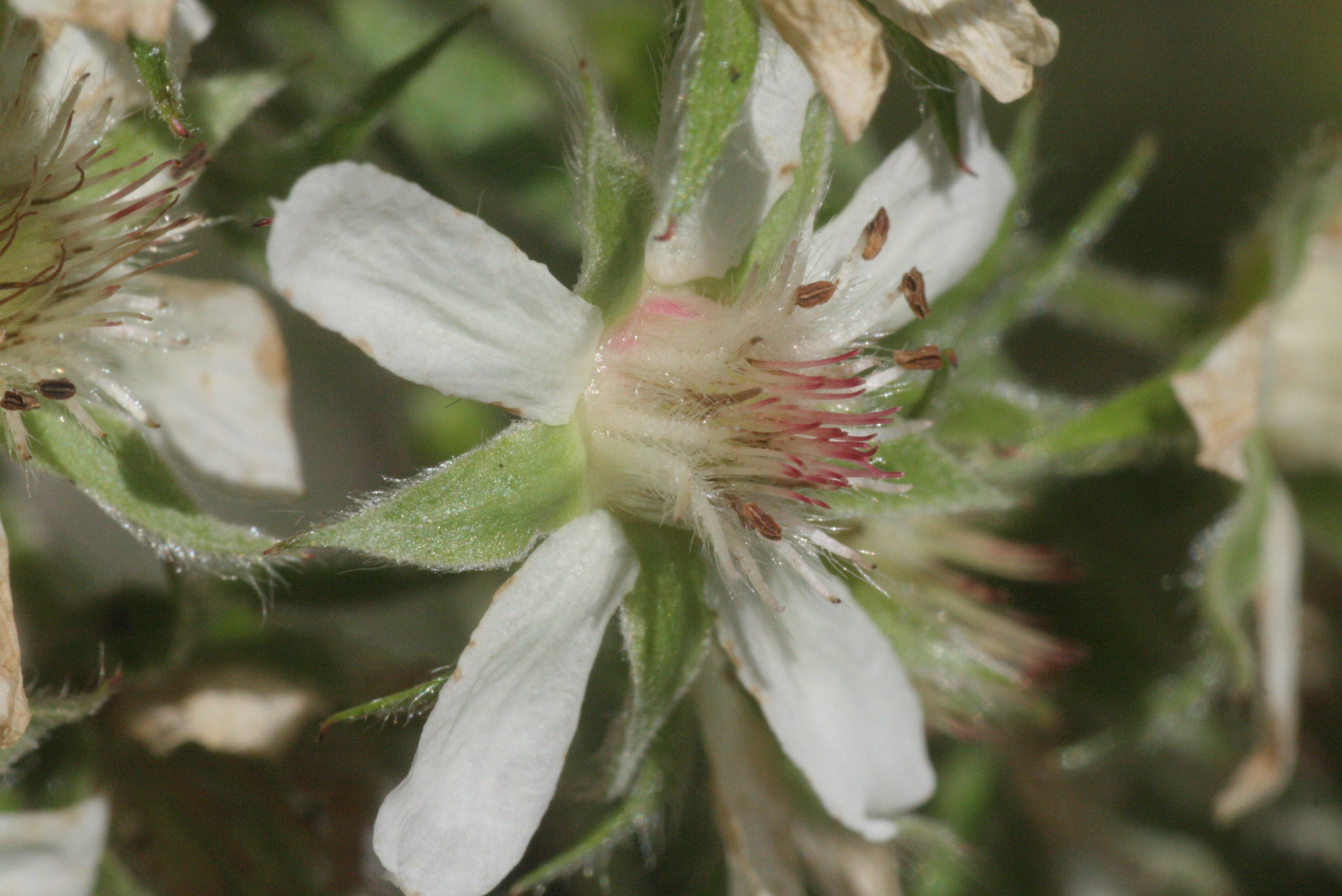
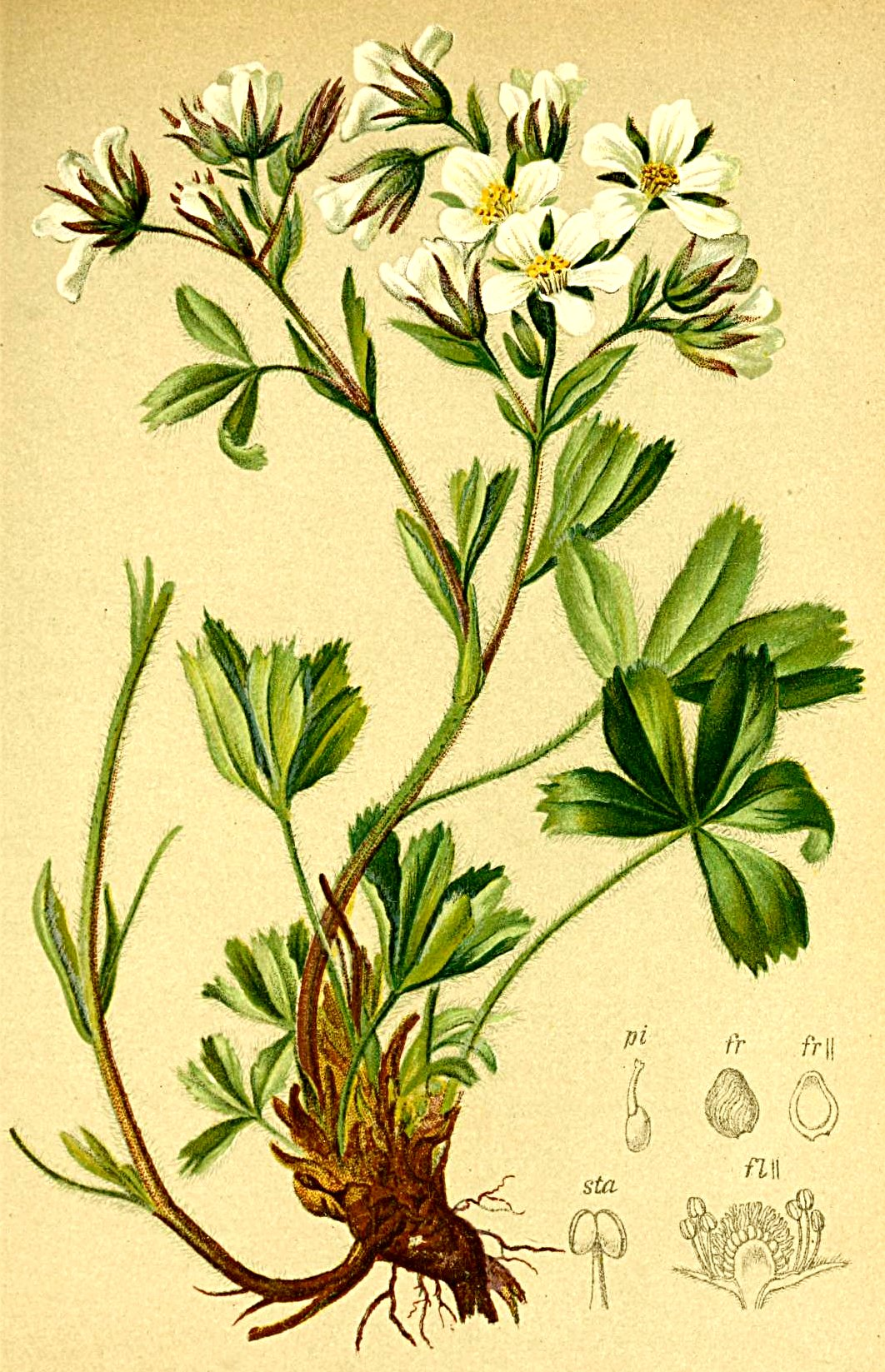